# Mail coach
Le mail coach est une voiture hippomobile, tirée par quatre chevaux, qui était destinée au transport du courrier en Grande-Bretagne. C'est l'équivalent de la malle-poste française. Le mot « mail », qui désigne aujourd'hui en anglais le courrier en général, vient d'ailleurs du français « malle », coffre de voyage et, en l'occurrence, coffre destiné au courrier.

## Caractéristiques
Le mail coach apparaît en 1784. C'est une voiture fermée, pouvant accueillir quatre passagers. Un autre passager peut s'asseoir à côté du cocher. Un coffre volumineux pour le courrier est placé à l'arrière. Il est surmonté d'un siège destiné à un employé des Postes qui en assure la garde. Le mail-coach est toujours mené par un cocher, et jamais en poste (c'est-à-dire par un postillon) comme sur le continent. Comme toutes les voitures de poste, la priorité est donnée au courrier, c'est-à-dire à la vitesse, plutôt qu'au confort des voyageurs. Le transport des passagers est alors assuré par les stage coaches, équivalent des diligences continentales.
L'usage du mail coach diminue progressivement dans les années 1840 à 1850, supplanté par le chemin de fer.
La vitesse du mail coach pouvait varier entre 8 et 13 kilomètres par heure, en fonction de la saison et de l'état des routes. Le garde postal portait une livrée écarlate et or. Il était généralement armé pour se prémunir contre les attaques fréquentes des malfaiteurs. Il avait un cor avec lequel il avertissait les relais de poste de son arrivée, les arrêts devant être les plus brefs possible (souvent les ballots de courrier étaient jetés au passage, sans que la voiture ne s'arrête). Le cor est resté le symbole des services postaux dans de nombreux pays.

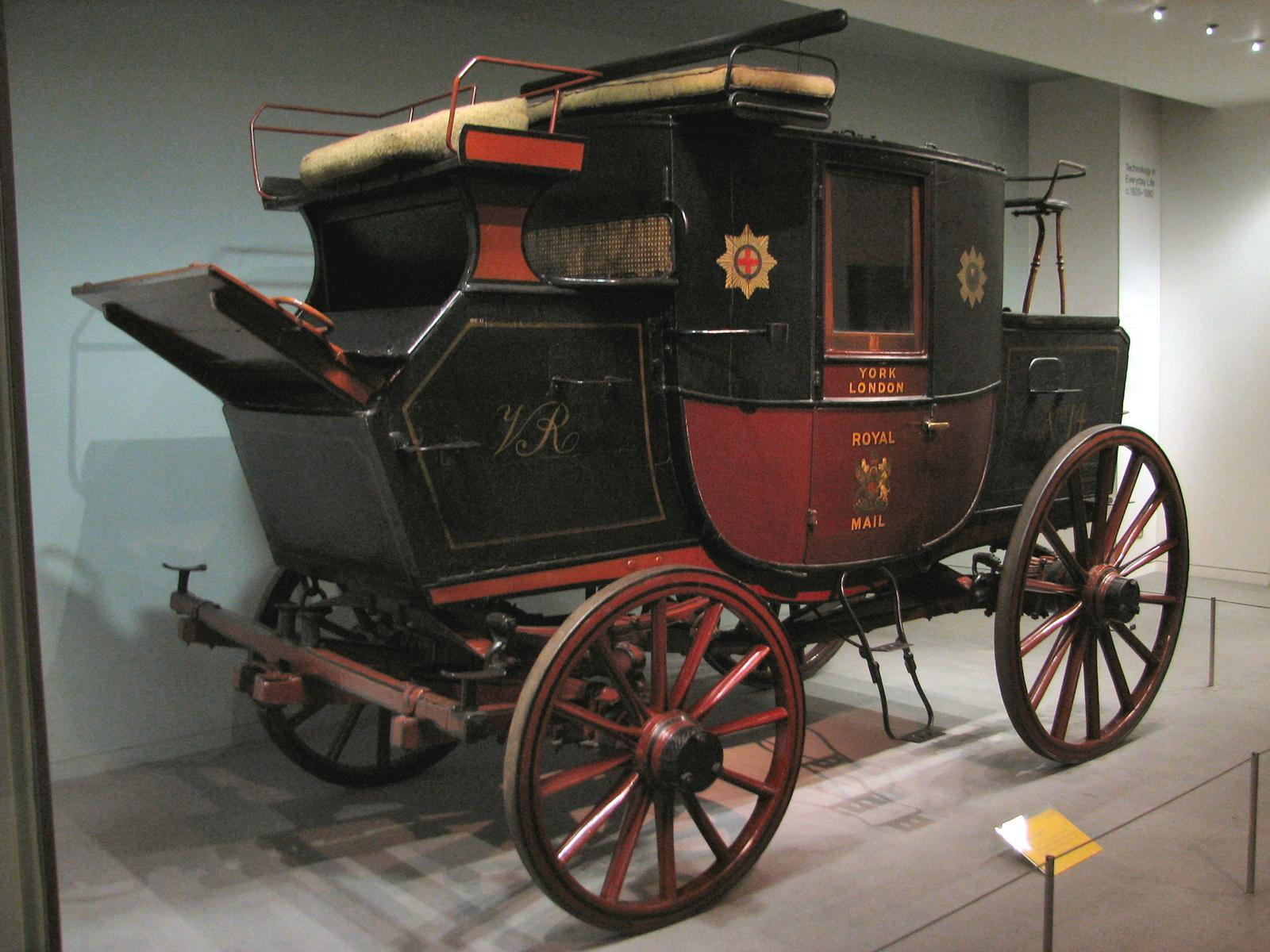
Mail coach des années 1820 utilisé entre Londres et York, Science Museum, London.
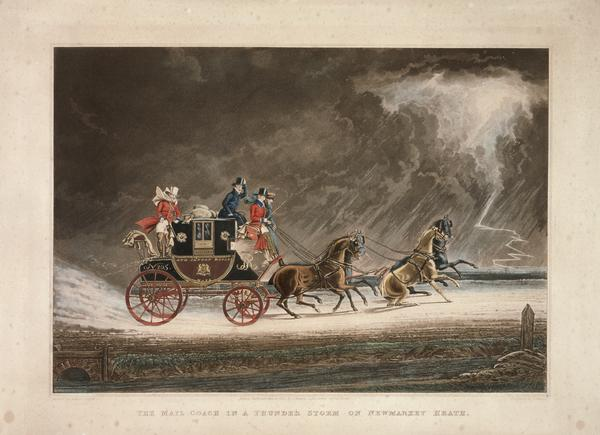
Estampe montrant un mail coach aux couleurs noir et rouge de la Poste britannique, dans un orage, près de Newmarket, Suffolk in 1827. Le garde se tient à l'arrière.

## Sources
- Joseph Jobé, Au temps des cochers, Lausanne, Edita-Lazarus, 1976.  (ISBN 2-88001-019-5)